# هارون تکین (خواننده)
هارون تکین (به انگلیسی: Harun Tekin) (زاده ۲۸ ژوئن ۱۹۷۷) خواننده ترک است.
او نماینده ترکیه در مسابقه آواز یوروویژن ۲۰۰۸ بود .